# Suprafamilie (biologie)
În biologie, suprafamilia (în latină superfamilia) este un rang taxonomic intermediar, imediat superior „familiei” și inferior „ordinului” în clasificarea clasică a vietăților.
Terminațiile latine care indică rangul de suprafamilie:
- La plante și alge — sufixul -acea, iar la ciuperci -oidea
- La animale — sufixul -oidea (de exemplu: Apoidea)